# Premi Wolf en Agricultura
El Premi Wolf en Agricultura  és atorgada una vegada a l'any per la Wolf Foundation a Israel. És un dels sis Premis Wolf establerts per la Fundació i concedits des de 1978; els altres són els de Química, Matemàtiques, Medicina, Física i de les Arts. El Premi a vegades es considera l'equivalent d'un "Premi Nobel d'Agricultura", encara que també es dona la mateixa descripció amb el Premi mundial d'alimentació.

## Guardonats[3]
| Any    | Nom                                             | Nacionalitat                              | Citació |
| ------ | ----------------------------------------------- | ----------------------------------------- | --- |
| 1978   | George F. Sprague                               | Estats Units                              | per la seva destacada investigació sobre la millora genètica del blat de moro per al benestar de la humanitat. |
| 1978   | John Charles Walker                             | Estats Units                              | per les seves investigacions en fitopatologia, el desenvolupament de varietats resistents a les malalties de les principals plantes alimentàries. |
| 1979   | Jay L. Lush                                     | Estats Units                              | per les seves contribucions pendents i pioneres a l'aplicació de la genètica a la millora del bestiar. |
| 1979   | Kenneth Blaxter                                 | Regne Unit                                | per les seves contribucions fonamentals a la ciència i la pràctica de la nutrició dels remugants i la producció ramadera. |
| 1980   | Karl Maramorosch                                | Estats Units                              | pels seus estudis pioners i de gran abast sobre les interaccions entre els insectes i agents patògens en les plantes. |
| 1981   | John O. Almquist                                | Estats Units                              | per les seves contribucions significatives a l'aplicació de la inseminació artificial per a la millora del bestiar. |
| 1981   | Henry A. Lardy                                  | Estats Units                              | per la seva investigació pionera en l'emmagatzematge i la conservació dels espermatozoides el que permet la inseminació artificial per convertir-se en una pràctica universal. |
| 1981   | Glenn W. Salisbury                              | Estats Units                              | pels seus destacats èxits en la recerca bàsica i aplicada sobre la inseminació artificial. |
| 1982   | Wendell L. Roelofs                              | Estats Units                              | per la seva química fonamental i la investigació biològica en feromones i el seu ús pràctic en el control d'insectes. |
| 1983/4 | Don Kirkham Cornelis T. de Wit                  | Estats Units · Països Baixos              | per la seva química fonamental i la investigació biològica sobre les feromones i les seves innovadores contribucions a la comprensió quantitativa de sòl-aigua i altres interaccions ambientals que influeixen en el creixement i rendiment del cultiu.                                                            |
| 1984/5 | Robert H. Burris                                | Estats Units                              | per la seva investigació pionera fonamental en els mecanismes de fixació biològica de nitrogen i la seva aplicació en la producció de cultius. |
| 1986   | Ralph Riley Ernest R. Sears                     | Regne Unit · Estats Units                 | per a la seva investigació fonamental en la citogenètica del blat, proporcionant la base per a la millora genètica dels grans de cereals. |
| 1987   | Theodor O. Diener                               | Estats Units                              | pel seu descobriment i la investigació fonamental pioner sobre els viroides i el seu treball aplicat a la detecció de viroides en els cultius. |
| 1988   | Charles Thibault Ernest John Christopher Polge  | França; · Regne Unit                      | pel seu treball pioner en la fisiologia reproductiva, inclòs la conservació de cèl·lules, processos de fertilització, biologia de l'ou i manipulacions d'embrions per a la millora dels animals domèstics. |
| 1989   | Peter M. Biggs Michael Elliott                  | Regne Unit · Regne Unit                   | per distingides contribucions a la ciència bàsica i la seva traducció a la pràctica amb èxit en el camp de la salut animal i la protecció dels cultius. |
| 1990   | Jozef Stefaan Schell                            | Bèlgica                                   | pel seu treball pioner en la transformació genètica de les plantes, la qual cosa obre nous horitzons en la ciència bàsica de les plantes i la reproducció. |
| 1991   | Shang Fa Yang                                   | Taiwan / Estats Units                     | per les seves notables contribucions a la comprensió del mecanisme de la biosíntesi, la manera d'acció i aplicacions de l'hormona de la planta, l'etilè. |
| 1992   | No assignat                                     |                                           | |
| 1993   | John E. Casida                                  | Estats Units                              | pels seus estudis pioners sobre la manera d'acció dels insecticides, el disseny dels plaguicides més segurs i contribucions a la comprensió de la funció nerviosa i muscular als insectes. |
| 1994/5 | Carl B. Huffaker Perry Adkisson                 | Estats Units · Estats Units               | per les seves contribucions al desenvolupament i implementació de sistemes de gestió integrada de plagues ambientalment beneficiosos per a la protecció de cultius agrícoles.. |
| 1995/6 | Morris Schnitzer Frank J. Stevenson             | Canadà · Estats Units                     | per les seves contribucions pioneres a la nostra comprensió de la química de la matèria orgànica del sòl i la seva aplicació a l'agricultura. |
| 1996/7 | Neal L. First                                   | Estats Units                              | per la seva investigació pionera en la biologia reproductiva del bestiar. |
| 1998   | Ilan Chet Baldur R. Stefansson                  | Israel · Canadà                           | per les seves contribucions al desenvolupament ambientalment segur de l'agricultura mundial a través d'enfocaments innovadors en la cria i biocontrol. |
| 1999   | No assignat                                     |                                           | |
| 2000   | Gurdev Khush                                    | Índia                                     | per la seva extraordinària contribució a la investigació teòrica en la genètica de plantes, evolució i cria especialment d'arròs, pel que fa a la producció alimentària i la mitigació de la fam. |
| 2001   | Roger N. Beachy James E. Womack                 | Estats Units · Estats Units               | per a l'ús de la tecnologia de l'ADN recombinant, per revolucionar la botànica, la zoologia, aplanant el camí per a aplicacions en camps veïns. |
| 2002/3 | R. Michael Roberts Fuller W. Bazer              | Regne Unit / Estats Units; · Estats Units | per als descobriments d'interferó tau i altres proteïnes associades a l'embaràs, que va aclarir el misteri biològic de senyalització entre l'embrió i la mare per mantenir l'embaràs, amb profunds efectes sobre l'eficiència dels sistemes de producció animal, així com la salut humana i el benestar.           |
| 2004   | Yuan Longping Steven D. Tanksley                | R.P. de la Xina · Estats Units            | per al desenvolupament innovador d'arròs híbrid i el descobriment de la base genètica de l'heterosi en aquest aliment bàsic important. |
| 2005   | No assignat                                     |                                           | |
| 2006/7 | Ronald L. Phillips Michel A. J. Georges         | Estats Units · Bèlgica                    | pels innovadors descobriments en genètica i genòmica, establint les bases per a la millora de criança de cultius i bestiar, i provocant importants avenços en les ciències vegetals i animals. |
| 2008   | John A. Pickett James H. Tumlinson W. Joe Lewis | Regne Unit · Estats Units · Estats Units  | pels seus notables descobriments dels mecanismes que regulen les interaccions planta-insecte i planta-planta. Les seves contribucions científiques sobre l'ecologia química han fomentat el desenvolupament de la gestió integrada de plagues i la sostenibilitat agrícola significativament avançada.             |
| 2009   | No assignat                                     |                                           | |
| 2010   | David Baulcombe                                 | Regne Unit                                | pel seu descobriment pioner de regulació de gens de petites molècules d'ARN inhibitòries en les plantes, la qual cosa és de gran importància no només per a l'agricultura, sinó també per a la biologia com un tot, inclòs en el camp de la medicina.                                                              |
| 2011   | Harris A. Lewin                                 | Estats Units                              | per als descobriments molt significatius, que contribueixen als dos aspectes fonamentals i pràctics de l'agricultura animal. |
| 2011   | James R. Cook                                   | Estats Units                              | per als descobriments seminals en fitopatologia i la microbiologia del sòl que la productivitat dels cultius d'impacte i gestió de malalties. |
| 2012   | No assignat                                     |                                           | |
| 2013   | Joachim Messing                                 | Estats Units / Alemanya                   | innovacions en la clonació de l'ADN recombinant, que van revolucionar l'agricultura, i per desxifrar els codis genètics de les plantes de cultiu. |
| 2013   | Jared Diamond                                   | Estats Units                              | per a les teories pioneres de la domesticació de cultius, l'augment de l'agricultura i la seva influència en el desenvolupament i la desaparició de les societats humanes, i el seu impacte en l'ecologia del medi ambient.                                                                                        |
| 2014   | Jorge Dubcovsky Leif Andersson                  | Estats Units · Suècia                     | per la seva contribució a la desintegració a través de l'estudi de les plantes i els animals, mitjançant l'ús de tecnologies genòmiques d'avantguarda. |
| 2015   | Linda J. Saif                                   | Estats Units                              | pels seus descobriments de la novel·la entèriques i virus respiratoris d'animals destinats al consum humà i que han conduït a les seves extenses contribucions dels coneixements fonamentals de l'eix immunològica intestinal-mamària i han aportat noves maneres de dissenyar vacunes i estratègies de vacunació. |
| 2016   | Trudy Mackay                                    | Estats Units                              | pel seu treball en la genètica quantitativa, que estudia la interacció entre els gens, trets i efectes ambientals. |